# Оскар (90-та церемонія вручення)
90-та церемонія вручення нагород премії «Оскар» Академії кінематографічних мистецтв і наук за досягнення в галузі кінематографа за 2017 рік відбулася 4 березня 2018 року в театрі «Долбі» у Лос-Анджелесі, Каліфорнія, США. Дата проведення церемонії цього року була перенесена з лютого на березень через збіг із зимовими Олімпійськими іграми 2018, які проходили з 9 по 25 лютого в Кореї. Представлення зірок на червоній доріжці «Оскара» розпочалося о 18:30, а сама церемонія нагородження відбулася о 20:00 за місцевим часом.
Нагороди були вручені в 24 категоріях. Продюсерами церемонії виступили Майкл Де Лука та Дженніфер Тодд. Ювілейна церемонія вручення демонструвалася у більш ніж 225 країнах світу. Пряму трансляцію в США здійснював телеканал ABC, в Україні — телеканал «Україна». За київським часом пряма трансляція почалася о 3:00, коли зірки почали з'являтися на червоній доріжці, церемонія нагородження відбулася о 4:00 ранку. Ведучим церемонії другий рік поспіль був актор та комік Джиммі Кіммел.

## Перебіг церемонії
| Дата                      | Подія                                                     |
| Субота, 11 листопада 2017 | Церемонія вручення спеціальних нагород                    |
| П'ятниця, 5 січня 2018    | Голосування номінацій (початок)                           |
| П'ятниця, 12 січня 2018   | Голосування номінацій (завершення)                        |
| Вівторок, 23 січня 2018   | Оголошення номінантів                                     |
| Понеділок, 5 лютого 2018  | Сніданок номінантів                                       |
| Субота, 10 лютого 2018    | Церемонія вручення нагород за науково-технічні досягнення |
| Вівторок, 20 лютого 2018  | Початок остаточного голосування                           |
| Середа, 28 лютого 2018    | Завершення остаточного голосування                        |
| Неділя, 4 березня 2018    | 90-а церемонія вручення нагород премії «Оскар»            |

## Список номінантів

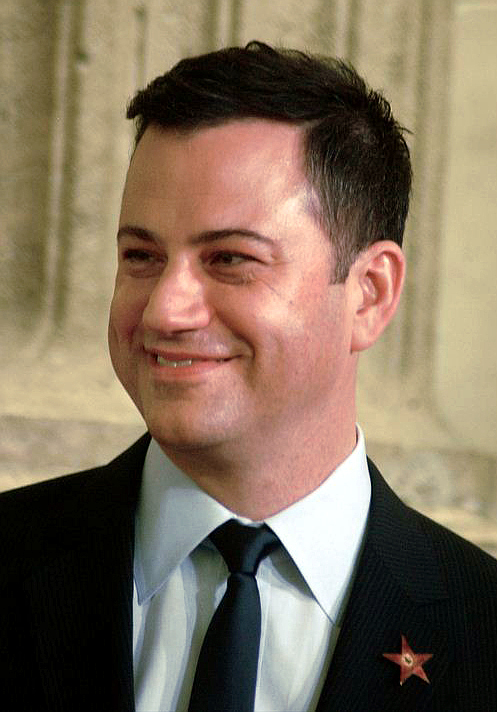
Джиммі Кіммел, ведучий 90-ї церемонії «Оскара»

Оголошення номінантів 90-ї церемонії «Оскара» відбулося 23 січня 2018 року в Samuel Goldwyn Theater у Беверлі-Гіллз, Каліфорнія, та транслювалося у прямому ефірі на офіційному сайті Американської академії кінематографічних мистецтв і наук. На найбільшу кількість статуеток претендував фільм «Форма води» Гільєрмо дель Торо, який здобув 13 номінацій. Серед фаворитів був також «Дюнкерк» Крістофера Нолана — стрічка мала 8 номінацій. Також в лідерах була драма Мартіна Макдонаха «Три білборди за межами Еббінга, Міссурі» — 7 номінацій, у фільмів «Темні часи» і «Примарна нитка» — було по 6. Найбільшу кількість нагород здобув фільм Гільєрмо дель Торо «Форма води» — 4, у тому числі як найкращий фільм та за найкращу режисерську роботу.
Фільми з найбільшою кількістю номінацій та нагород
| Фільм                                       | Номінації | Перемоги |
| ------------------------------------------- | --------- | -------- |
| • «Форма води»                              | 13        | 4        |
| • «Дюнкерк»                                 | 8         | 3        |
| • «Три білборди за межами Еббінга, Міссурі» | 7         | 2        |
| • «Примарна нитка»                          | 6         | 1        |
| • «Темні часи»                              | 6         | 2        |
| • «Леді-Птаха»                              | 5         | —        |
| • «Той, хто біжить по лезу 2049»            | 5         | 2        |
| • «Зоряні війни: Останні джедаї»            | 4         | —        |
| • «Назви мене своїм ім'ям»                  | 4         | 1        |
| • «Пастка»                                  | 4         | 1        |
| • «Ферма „Мадбаунд“»                        | 4         | —        |
| • «На драйві»                               | 3         | —        |
| • «Я, Тоня»                                 | 3         | 1        |
| • «Вікторія та Абдул»                       | 2         | —        |
| • «Коко»                                    | 2         | 2        |
| • «Красуня і Чудовисько»                    | 2         | —        |
| • «Секретне досьє»                          | 2         | —        |

| Категорія                                       | Номінанти та переможці                                                                                |                                                                                               |
| ----------------------------------------------- | --- | --------------------------------------------------------------------------------------------- |
| Найкращий фільм                                 | Форма води (продюсери: Гільєрмо дель Торо та Дж. Майлз Дейл)                                          |                                                                                               |
| Найкращий фільм                                 | • Леді-Птаха (продюсери: Скотт Рудін, Елі Буш та Евелін О'Нілл)                                       |                                                                                               |
| Найкращий фільм                                 | • Назви мене своїм ім'ям (продюсери: Пітер Спірс, Лука Гуаданьїно, Емілі Жорж та Марко Морабіто)      |                                                                                               |
| Найкращий фільм                                 | • Пастка (продюсери: Шон Маккіттрик, Джейсон Блум, Едвард Г. Гемм мол. та Джордан Піл)                |                                                                                               |
| Найкращий фільм                                 | • Примарна нитка (продюсери: Джоенн Селлар, Пол Томас Андерсон, Меган Еллісон та Деніел Лупі)         |                                                                                               |
| Найкращий фільм                                 | • Секретне досьє (продюсери: Емі Паскаль, Стівен Спілберг та Крісті Макоско Крігер)                   |                                                                                               |
| Найкращий фільм                                 | • Темні часи (продюсери: Тім Беван, Ерік Феллнер, Ліза Брюс, Ентоні Маккартен та Дуглас Урбанські)    |                                                                                               |
| Найкращий фільм                                 | • Три білборди за межами Еббінга, Міссурі (продюсери: Грем Бродбент, Піт Чернін та Мартін Макдона)    |                                                                                               |
| Найкращий фільм                                 | • Дюнкерк (продюсери: Емма Томас та Крістофер Нолан)                                                  |                                                                                               |
| Найкращий режисер                               | Гільєрмо дель Торо — «Форма води»                                                                     | Гільєрмо дель Торо — «Форма води»                                                             |
| Найкращий режисер                               | • Грета Гервіг — «Леді-Птаха»                                                                         |                                                                                               |
| Найкращий режисер                               | • Крістофер Нолан — «Дюнкерк»                                                                         |                                                                                               |
| Найкращий режисер                               | • Джордан Піл — «Пастка»                                                                              |                                                                                               |
| Найкращий режисер                               | • Пол Томас Андерсон — «Примарна нитка»                                                               |                                                                                               |
| Найкращий актор                                 | Гері Олдмен — «Темні часи» (за роль Вінстона Черчилля)                                                |                                                                                               |
| Найкращий актор                                 | • Деніел Дей-Льюїс — «Примарна нитка» (за роль Рейнольдса Вудкока)                                    |                                                                                               |
| Найкращий актор                                 | • Деніел Калуя — «Пастка» (за роль Кріса Вашингтона)                                                  |                                                                                               |
| Найкращий актор                                 | • Дензел Вашингтон — «Роман Дж. Ізраїль, есквайр» (за роль Романа Дж. Ізраіля)                        |                                                                                               |
| Найкращий актор                                 | • Тімоті Шалемей — «Назви мене своїм ім'ям» (за роль Еліо Перлмана)                                   |                                                                                               |
| Найкраща акторка                                | Френсіс Мак-Дорманд — «Три білборди за межами Еббінга, Міссурі» (за роль Мілдред Гейз)                | Френсіс Мак-Дорманд — «Три білборди за межами Еббінга, Міссурі» (за роль Мілдред Гейз)        |
| Найкраща акторка                                | • Марго Роббі — «Я, Тоня» (за роль Тоні Гардінг)                                                      |                                                                                               |
| Найкраща акторка                                | • Сірша Ронан — «Леді-Птаха» (за роль Крістін Макферсон)                                              |                                                                                               |
| Найкраща акторка                                | • Меріл Стріп — «Секретне досьє» (за роль Кей Грем)                                                   |                                                                                               |
| Найкраща акторка                                | • Саллі Гокінс — «Форма води» (за роль Елайзи Еспозіто)                                               |                                                                                               |
| Найкращий актор другого плану                   | Сем Роквелл — «Три білборди за межами Еббінга, Міссурі» (за роль Джейсона Діксона)                    | Сем Роквелл — «Три білборди за межами Еббінга, Міссурі» (за роль Джейсона Діксона)            |
| Найкращий актор другого плану                   | • Вуді Гаррельсон — «Три білборди за межами Еббінга, Міссурі» (за роль Білла Віллоубі)                |                                                                                               |
| Найкращий актор другого плану                   | • Віллем Дефо — «Проект „Флорида“» (за роль Боббі Гікса)                                              |                                                                                               |
| Найкращий актор другого плану                   | • Річард Дженкінс — «Форма води» (за роль Джайлса)                                                    |                                                                                               |
| Найкращий актор другого плану                   | • Крістофер Пламмер — «Усі гроші світу» (за роль Дж. Пола Гетті)                                      |                                                                                               |
| Найкраща акторка другого плану                  | Еллісон Дженні — «Я, Тоня» (за роль Лавони Голден)                                                    | Еллісон Дженні — «Я, Тоня» (за роль Лавони Голден)                                            |
| Найкраща акторка другого плану                  | • Мері Джей Блайдж — «Ферма „Мадбаунд“» (за роль Флоренс Джексон)                                     |                                                                                               |
| Найкраща акторка другого плану                  | • Леслі Менвілл — «Примарна нитка» (за роль Сиріл Вудкок)                                             |                                                                                               |
| Найкраща акторка другого плану                  | • Лорі Меткалф — «Леді-Птаха» (за роль Меріон Макферсон)                                              |                                                                                               |
| Найкраща акторка другого плану                  | • Октавія Спенсер — «Форма води» (за роль Зельди Фуллер)                                              |                                                                                               |
| Найкращий оригінальний сценарій                 | Джордан Піл — «Пастка»                                                                                | Джордан Піл — «Пастка»                                                                        |
| Найкращий оригінальний сценарій                 | • Емілі В. Гордон та Кумейл Нанджиані — «Кохання — хвороба»                                           |                                                                                               |
| Найкращий оригінальний сценарій                 | • Мартін Макдона — «Три білборди за межами Еббінга, Міссурі»                                          |                                                                                               |
| Найкращий оригінальний сценарій                 | • Грета Гервіг — «Леді-Птаха»                                                                         |                                                                                               |
| Найкращий оригінальний сценарій                 | • Гільєрмо дель Торо та Ванесса Тейлор — «Форма води»                                                 |                                                                                               |
| Найкращий адаптований сценарій                  | Джеймс Айворі — «Назви мене своїм ім'ям»                                                              | Джеймс Айворі — «Назви мене своїм ім'ям»                                                      |
| Найкращий адаптований сценарій                  | • Вірджил Вільямс та Ді Ріс — «Ферма „Мадбаунд“»                                                      |                                                                                               |
| Найкращий адаптований сценарій                  | • Скотт Нойстедтер та Майкл Г. Вебер — «Горе-творець»                                                 |                                                                                               |
| Найкращий адаптований сценарій                  | • Аарон Соркін — «Гра Моллі»                                                                          |                                                                                               |
| Найкращий адаптований сценарій                  | • Скотт Френк, Джеймс Менголд та Майкл Грін — «Лоґан: Росомаха»                                       |                                                                                               |
| Найкращий анімаційний фільм                     | Коко / Coco (Лі Анкрич та Дарла К. Андерсон)                                                          | Коко / Coco (Лі Анкрич та Дарла К. Андерсон)                                                  |
| Найкращий анімаційний фільм                     | • Годувальниця / The Breadwinner (Нора Тумі та Ентоні Лео)                                            |                                                                                               |
| Найкращий анімаційний фільм                     | • Бебі бос / The Boss Baby (Том Макграт та Ремсі Енн Наїто)                                           |                                                                                               |
| Найкращий анімаційний фільм                     | • З любов'ю, Вінсент / Loving Vincent (Дорота Кобела, Г'ю Велшман та Айван Мактаггарт)                |                                                                                               |
| Найкращий анімаційний фільм                     | • Фердинанд / Ferdinand (Карлус Салданья)                                                             |                                                                                               |
| Найкращий фільм іноземною мовою                 | • Фантастична жінка / Una mujer fantástica (Чилі), реж. Себастьян Леліо                               | • Фантастична жінка / Una mujer fantástica (Чилі), реж. Себастьян Леліо                       |
| Найкращий фільм іноземною мовою                 | • Нелюбов / Нелюбовь (Росія), реж. Андрій Звягінцев                                                   |                                                                                               |
| Найкращий фільм іноземною мовою                 | • Образа (Ліван), реж. Зіад Дуері                                                                     |                                                                                               |
| Найкращий фільм іноземною мовою                 | • Тіло і душа / Testről és lélekről (Угорщина), реж. Ільдіко Еньєді                                   |                                                                                               |
| Найкращий фільм іноземною мовою                 | • Квадрат / The Square (Швеція), реж. Рубен Естлунд                                                   |                                                                                               |
| Найкращий документальний фільм                  | Ікар / Icarus (Браян Фогель та Ден Коган)                                                             | Ікар / Icarus (Браян Фогель та Ден Коган)                                                     |
| Найкращий документальний фільм                  | • Abacus: Small Enough to Jail (Стів Джеймс, Марк Міттен та Джулі Голдман)                            |                                                                                               |
| Найкращий документальний фільм                  | • Обличчя, села / Visages, villages (Аньєс Варда, JR та Розалі Варда)                                 |                                                                                               |
| Найкращий документальний фільм                  | • Останні люди Алеппо / De sidste mænd i Aleppo (Фірас Файяд, Карім Абід та Серен Стен Єсперсен)      |                                                                                               |
| Найкращий документальний фільм                  | • Стронг-Айленд / Strong Island (Янс Форд та Джослін Барнс)                                           |                                                                                               |
| Найкращий документальний короткометражний фільм | Рай — це затор на 405-му шосе / Heaven Is a Traffic Jam on the 405 (Френк Стіфел)                     | Рай — це затор на 405-му шосе / Heaven Is a Traffic Jam on the 405 (Френк Стіфел)             |
| Найкращий документальний короткометражний фільм | • Едіт+Едді / Edith+Eddie (Лора Чековей та Томас Лі Райт)                                             |                                                                                               |
| Найкращий документальний короткометражний фільм | • Зупинка / Traffic Stop (Кейт Девіс та Девід Гейлбронер)                                             |                                                                                               |
| Найкращий документальний короткометражний фільм | • Мистецтво ножа / Knife Skills (Томас Леннон)                                                        |                                                                                               |
| Найкращий документальний короткометражний фільм | • Героїн(я) / Heroin(e) (Елейн Макміллион Шелдон та Керрін Шелдон)                                    |                                                                                               |
| Найкращий ігровий короткометражний фільм        | Німа дитина / The Silent Child (Кріс Овертон та Рейчел Шентон)                                        | Німа дитина / The Silent Child (Кріс Овертон та Рейчел Шентон)                                |
| Найкращий ігровий короткометражний фільм        | • Мій племінник Еммет / My Nephew Emmett (Кевін Вілсон мол.)                                          |                                                                                               |
| Найкращий ігровий короткометражний фільм        | • 11 година / The Eleven O'Clock (Дерін Сіл та Джош Лоусон)                                           |                                                                                               |
| Найкращий ігровий короткометражний фільм        | • Початкова школа Де-Калб / DeKalb Elementary (Рід Ван Дайк)                                          |                                                                                               |
| Найкращий ігровий короткометражний фільм        | • Watu Wote: Усі ми / Watu Wote — All of us (Катя Бенрат та Тобіас Розен)                             |                                                                                               |
| Найкращий анімаційний короткометражний фільм    | Дорогий баскетбол / Dear Basketball (Глен Кін та Кобі Браянт)                                         | Дорогий баскетбол / Dear Basketball (Глен Кін та Кобі Браянт)                                 |
| Найкращий анімаційний короткометражний фільм    | • Вечірка в саду / Garden Party (Віктор Кер та Габрієль Грапперон)                                    |                                                                                               |
| Найкращий анімаційний короткометражний фільм    | • Лу / Lou (Дейв Маллінз та Дана Мюррей)                                                              |                                                                                               |
| Найкращий анімаційний короткометражний фільм    | • Порожнє місце / Negative Space (Макс Портер та Ру Кувахата)                                         |                                                                                               |
| Найкращий анімаційний короткометражний фільм    | • Хуліганські казки / Revolting Rhymes (Джейкоб Шух та Ян Лачауер)                                    |                                                                                               |
| Найкраща музика                                 | Александр Деспла — «Форма води»                                                                       | Александр Деспла — «Форма води»                                                               |
| Найкраща музика                                 | • Джон Вільямс — «Зоряні війни: Останні джедаї»                                                       |                                                                                               |
| Найкраща музика                                 | • Джонні Грінвуд — «Примарна нитка»                                                                   |                                                                                               |
| Найкраща музика                                 | • Картер Беруелл — «Три білборди за межами Еббінга, Міссурі»                                          |                                                                                               |
| Найкраща музика                                 | • Ганс Ціммер — «Дюнкерк»                                                                             |                                                                                               |
| Найкраща пісня до фільму                        | Remember Me (Пам'ятай мене) — «Коко» — музика і слова: Крістен Андерсон-Лопес та Роберт Лопес         | Remember Me (Пам'ятай мене) — «Коко» — музика і слова: Крістен Андерсон-Лопес та Роберт Лопес |
| Найкраща пісня до фільму                        | • Mystery of Love — «Назви мене своїм ім'ям» — музика і слова: Суф'ян Стівенс                         |                                                                                               |
| Найкраща пісня до фільму                        | • Mighty River — «Ферма „Мадбаунд“» — музика і слова: Мері Джей Блайдж, Рафаел Садік та Таура Стінсон |                                                                                               |
| Найкраща пісня до фільму                        | • Stand Up for Something — «Маршал» — музика і слова: Даян Воррен, слова: Common                      |                                                                                               |
| Найкраща пісня до фільму                        | • This Is Me — «Найвеличніший шоумен» — музика і слова: Бендж Пасек та Джастін Пол                    |                                                                                               |
| Найкращий монтаж                                | Лі Сміт — «Дюнкерк»                                                                                   | Лі Сміт — «Дюнкерк»                                                                           |
| Найкращий монтаж                                | • Джон Грегорі — «Три білборди за межами Еббінга, Міссурі»                                            |                                                                                               |
| Найкращий монтаж                                | • Пол Мачлісс та Джонатан Амос — «На драйві»                                                          |                                                                                               |
| Найкращий монтаж                                | • Тетяна С. Рігел — «Я, Тоня»                                                                         |                                                                                               |
| Найкращий монтаж                                | • Сідні Волінскі — «Форма води»                                                                       |                                                                                               |
| Найкращий звук                                  | Марк Вайнгартен, Грегг Ландакер та Гері А. Ріццо — «Дюнкерк»                                          |                                                                                               |
| Найкращий звук                                  | • Рон Бартлетт, Даг Гемфілл та Мак Рут — «Той, хто біжить по лезу 2049»                               |                                                                                               |
| Найкращий звук                                  | • Крістіан Кук, Бред Зоерн та Глен Готьє — «Форма води»                                               |                                                                                               |
| Найкращий звук                                  | • Девід Паркер, Майкл Семанік, Рен Клайс та Стюарт Вілсон — «Зоряні війни: Останні джедаї»            |                                                                                               |
| Найкращий звук                                  | • Джуліан Слейтер, Тім Кавагін та Мері Г. Елліс — «На драйві»                                         |                                                                                               |
| Найкращий художник-постановник                  | Пол Д. Остерберрі (постановник), Шейн Віє та Джефф Мелвін (декоратори) — «Форма води»                 | Пол Д. Остерберрі (постановник), Шейн Віє та Джефф Мелвін (декоратори) — «Форма води»         |
| Найкращий художник-постановник                  | • Сара Грінвуд (постановник), Кеті Спенсер (декоратор) — «Красуня і Чудовисько»                       |                                                                                               |
| Найкращий художник-постановник                  | • Сара Грінвуд (постановник), Кеті Спенсер (декоратор) — «Темні часи»                                 |                                                                                               |
| Найкращий художник-постановник                  | • Нейтан Краулі (постановник), Гарі Феттіс (декоратор) — «Дюнкерк»                                    |                                                                                               |
| Найкращий художник-постановник                  | • Денніс Гасснер (постановник), Алессандра Керцола (декоратор) — «Той, хто біжить по лезу 2049»       |                                                                                               |
| Найкращий оператор                              | Роджер Дікінс — «Той, хто біжить по лезу 2049»                                                        | Роджер Дікінс — «Той, хто біжить по лезу 2049»                                                |
| Найкращий оператор                              | • Бруно Дельбоннель — «Темні часи»                                                                    |                                                                                               |
| Найкращий оператор                              | • Гойте Ван Гойтема — «Дюнкерк»                                                                       |                                                                                               |
| Найкращий оператор                              | • Дан Лаустсен — «Форма води»                                                                         |                                                                                               |
| Найкращий оператор                              | • Рейчел Моррісон — «Ферма „Мадбаунд“»                                                                |                                                                                               |
| Найкращий грим та зачіски                       | Кадзухіро Цудзі, Девід Малиновський та Люсі Сіббік — «Темні часи»                                     | Кадзухіро Цудзі, Девід Малиновський та Люсі Сіббік — «Темні часи»                             |
| Найкращий грим та зачіски                       | • Деніел Філліпс та Лу Шеппард — «Вікторія та Абдул»                                                  |                                                                                               |
| Найкращий грим та зачіски                       | • Ар'єн Туйтен — «Диво»                                                                               |                                                                                               |
| Найкращий дизайн костюмів                       | Марк Бріджес — «Примарна нитка»                                                                       | Марк Бріджес — «Примарна нитка»                                                               |
| Найкращий дизайн костюмів                       | • Консолата Бойл — «Вікторія та Абдул»                                                                |                                                                                               |
| Найкращий дизайн костюмів                       | • Жаклін Дюрран — «Красуня і Чудовисько»                                                              |                                                                                               |
| Найкращий дизайн костюмів                       | • Жаклін Дюрран — «Темні часи»                                                                        |                                                                                               |
| Найкращий дизайн костюмів                       | • Луїс Секейра — «Форма води»                                                                         |                                                                                               |
| Найкращий звуковий монтаж                       | Річард Кінг та Алекс Гібсон — «Дюнкерк»                                                               |                                                                                               |
| Найкращий звуковий монтаж                       | • Меттью Вуд та Рен Клайс — «Зоряні війни: Останні джедаї»                                            |                                                                                               |
| Найкращий звуковий монтаж                       | • Марк Манджині та Тео Грін — «Той, хто біжить по лезу 2049»                                          |                                                                                               |
| Найкращий звуковий монтаж                       | • Натан Робітейл та Нельсон Феррейра — «Форма води»                                                   |                                                                                               |
| Найкращий звуковий монтаж                       | • Джуліан Слейтер — «На драйві»                                                                       |                                                                                               |
| Найкращі візуальні ефекти                       | Джон Нельсон, Герд Нефцер, Пол Ламберт та Річард Р. Гувер — «Той, хто біжить по лезу 2049»            | Джон Нельсон, Герд Нефцер, Пол Ламберт та Річард Р. Гувер — «Той, хто біжить по лезу 2049»    |
| Найкращі візуальні ефекти                       | • Бен Морріс, Майкл Малхолланд, Ніл Скенлен, Кріс Корбоулд — «Зоряні війни: Останні джедаї»           |                                                                                               |
| Найкращі візуальні ефекти                       | • Джо Леттері, Деніел Барретт, Ден Леммон та Джоел Віст — «Війна за планету мавп»                     |                                                                                               |
| Найкращі візуальні ефекти                       | • Стівен Розенбаум, Джефф Вайт, Скотт Бенца та Майкл Мейнардус — «Конг: Острів Черепа»                |                                                                                               |
| Найкращі візуальні ефекти                       | • Крістофер Таунсенд, Гай Вільямс, Джонатан Фокнер та Ден Судік — «Вартові галактики 2»               |                                                                                               |

## Спеціальні нагороди
Вручення спеціальних нагород відбулося в суботу, 11 листопада 2017 року в Hollywood & Highland Center, на 9-й церемонії Governors Awards. Лауреати були оголошені 6 вересня 2017 року, за підсумками голосування Ради керівників кінокадемії (5 вересня 2017).
Почесний «Оскар»
Премія за особливі досягнення
- Алехандро Гонсалес Іньярріту — за створення короткометражного фільму-інсталяції віртуальної реальності «Плоть і пісок» (англ. Flesh and Sand)[13]